# ريحاليم
ريحاليم (بالإنجليزية: Rehelim)‏ هي مستوطنة مجتمعية إسرائيلية في شمال الضفة الغربية، تقع على طريق 60، بين كفار تفوح وإيلي، شرق أرئيل ومجاورة لقرية يتما وبلدة قبلان الفلسطينيتين، وهي ضمن مجلس شمرون الإقليمي. تشمل حدودها الرسمية أيضًا نوفي نحميا. في عام 2018، كان عدد سكانها 790.

## القانون الدولي
يعتبر المجتمع الدولي المستوطنات الإسرائيلية في الضفة الغربية غير قانونية بموجب القانون الدولي، لكن حكومة الإحتلال تجادل في ذلك.

## التاريخ
وصرح معهد الأبحاث التطبيقية في القدس، صادر الإحتلال الإسرائيلي 376 دونمًا من الأراضي من قرية الساوية الفلسطينية لبناء ريحاليم.
في عام 1999، أفاد مجلس الاتحاد الأوروبي أن ريحاليم حصلت على موافقة بأثر رجعي من الحكومة الإسرائيلية على أساس أن موقعها على أراضي مسح تم نقلها إلى أراضي الدولة. في عام 2007، أدرج مكتب الإحصاء المركزي الإسرائيلي تغييرًا في وضع ريحاليم على أنها تنتمي إلى منطقة كفار تفوح، وليس مستوطنة مستقلة. ومع ذلك، تم الاعتراف بالتسوية رسميًا في عام 2012.
في عام 2016، فتحت ريحاليم أبوابها للحاخام يهودا ليبرمان، الذي كان في السابق مستوطنة يتسهار وكولونيل في احتياطيات جيش الاحتلال، مما سمح له بتأسيس مدرسة هآرتس يشيفا في ضواحي المستوطنة.